# Талі Голергант
Талі Голергант (івр. טלי גולרגנט нар. 26 листопада 2000, Ізраїль), відома просто як Талі —  люксембурзька співачка, авторка пісень, акторка та викладачка вокалу ізраїльського походження. Представниця Люксембургу на Пісенному конкурсі Євробачення 2024 з піснею «Fighter».

## Біографія
Талі Голергант народилася в Ізраїлі в сім’ї перуанського єврея та матері-ізраїльтянки. Через роботу свого батька вона переїжджала з родиною у Чилі, Аргентину та інші країни, поки вони нарешті родина не оселилася в Лімпертсберзі, Люксембург, де співачка прожила десять років. Вона почала грати на фортепіано у віці 7 років,  почала співати, писати пісні та виступати в театрі у віці 12 років. Талі здобула освіту в Міжнародній школі Люксембургу, після чого переїхала до Нью-Йорку для того, щоб вивчати музичний театр у Мангеттенському коледжі Marymount
Співачка вільно володіє англійською, івритом та іспанською мовами, а також може спілкуватися французькою та німецькою мовами.

## Кар'єра
Талі випустила свій дебютний сингл у віці 16 років, після чого у 2021 році вийшов її дебютний EP Lose You. Разом зі своїм власним гуртом вона відвідувала місцеві заклади у Нью-Йорку, зокрема Rockwood Music Hall, Mercury Lounge, Arlene's Grocery та Delancey Street. Крім того, співачка продовжила кар’єру театральної акторки, серед інших зігравши Цейтель у м'юзиклі Скрипаль на даху, Сью Снелл у Керрі та Епонін у Знедолені. Також вона знялася в незалежному короткометражному фільмі Agua.
У грудні 2023 року Талі Голергант стала однією із восьми фіналістів Люксембурзького пісенного конкурсу, національного відбору на Пісенний конкурс Євробачення 2024. Пізніше, 9 січня 2024 року, стало відомо, що вона змагатиметься з піснею «Fighter». Талі виграла відбір й отримала право представляти країну на конкурсі. Вона стала першою учасницею від Люксембургу з 1993 року після повернення країни на Євробачення .

### Музика
Співачка описує свою творчість як суміш попмузики, інді та R&B. Вона називає Ліззі МакАлпайн, Сару Барейлс і Леді Гагу своїм музичним впливом.